# پائولا ووکوییچیچ
پائولا ووکوییچیچ (صربی: Paola Vukojičić, Паола Вукојчић؛ زادهٔ ۲۸ اوت ۱۹۷۴) بازیکن هاکی روی چمن اهل آرژانتین است.
وی در مسابقات کشوری و بین‌المللی در مجموع برندهٔ ۵ مدال طلا، ۳ مدال نقره، ۳ مدال برنز شده‌است.